# Nasi campur

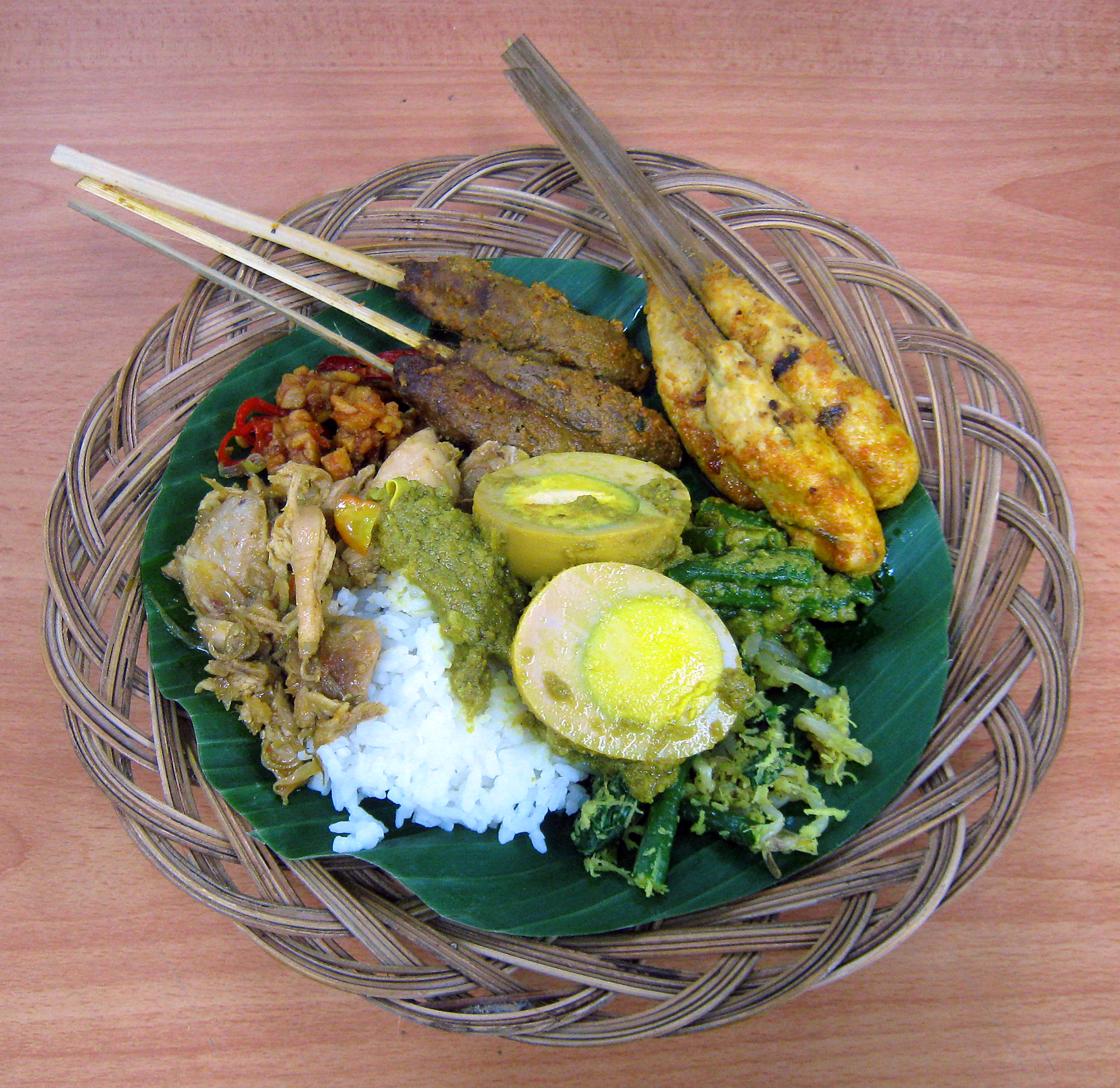
Nasi campur balinais, avec deux types de sate, des œufs et des légumes.

Le nasi campur (indonésien et malais : « riz mélangé », aussi appelé nasi rames en Indonésie) est un plat de nasi putih (riz blanc) accompagné d'autres plats en petites portions, tels que de la viande, des légumes, des arachides, des œufs et des krupuk, dont la variété change en fonction des endroits et des vendeurs. C'est un plat principal très populaire en Asie du Sud-Est, et spécialement en Indonésie, Malaisie, Singapour, Brunei, et le sud de la Thaïlande, ainsi qu'aux Pays-Bas par son lien colonial avec l'Indonésie. Un plat similaire, appelé chanpurū, existe à Okinawa.

## Origine et variantes
Le nasi campur est un plat très caractéristique de l'Indonésie, et a généré de nombreuses variantes à travers l'archipel. Il n'existe pas de recette parfaitement définie de nasi campur, cela consiste seulement en du riz blanc cuit entouré de légumes et de viandes en petites portions, contrairement au tumpeng servi en portion collective ou encore le Rijsttafel.
Un plat similaire, d'origine minangkabau, est appelé nasi padang.

### Bali
À Bali, le mélange de riz appelé nasi campur Bali, ou simplement nasi Bali, est très demandé par les touristes,. Il s'adapte aux goûts locaux, notamment par l'emploi de basa genep, un mélange d'épices typiquement balinais utilisé pour les currys et les plats de légumes. On trouve dans la version balinaise du thon, du tofu frit, du concombre, des épinards, du tempeh, du bœuf, du maïs et de la sauce pimentée. Il est souvent vendu dans la rue dans une feuille de bananier.
La majorité de l'île étant hindouiste, la version balinaise du plat peut intégrer du porc. Mais on peut tout de même trouver sur l'île la version halal, avec du poulet ou des œufs en accompagnement.

### Java
À Java, le nasi campur est souvent appelé nasi rames, et on retrouve plusieurs versions sur l'île.
À Yogyakarta, par exemple, on retrouve un nasi ingkung, composé d'un poulet entier cuit, appelé ayam ingkung, des perkedel, de l'empal gapit, des sate tusuk jiwo et de riz tumpeng.

### Chinois d'Indonésie

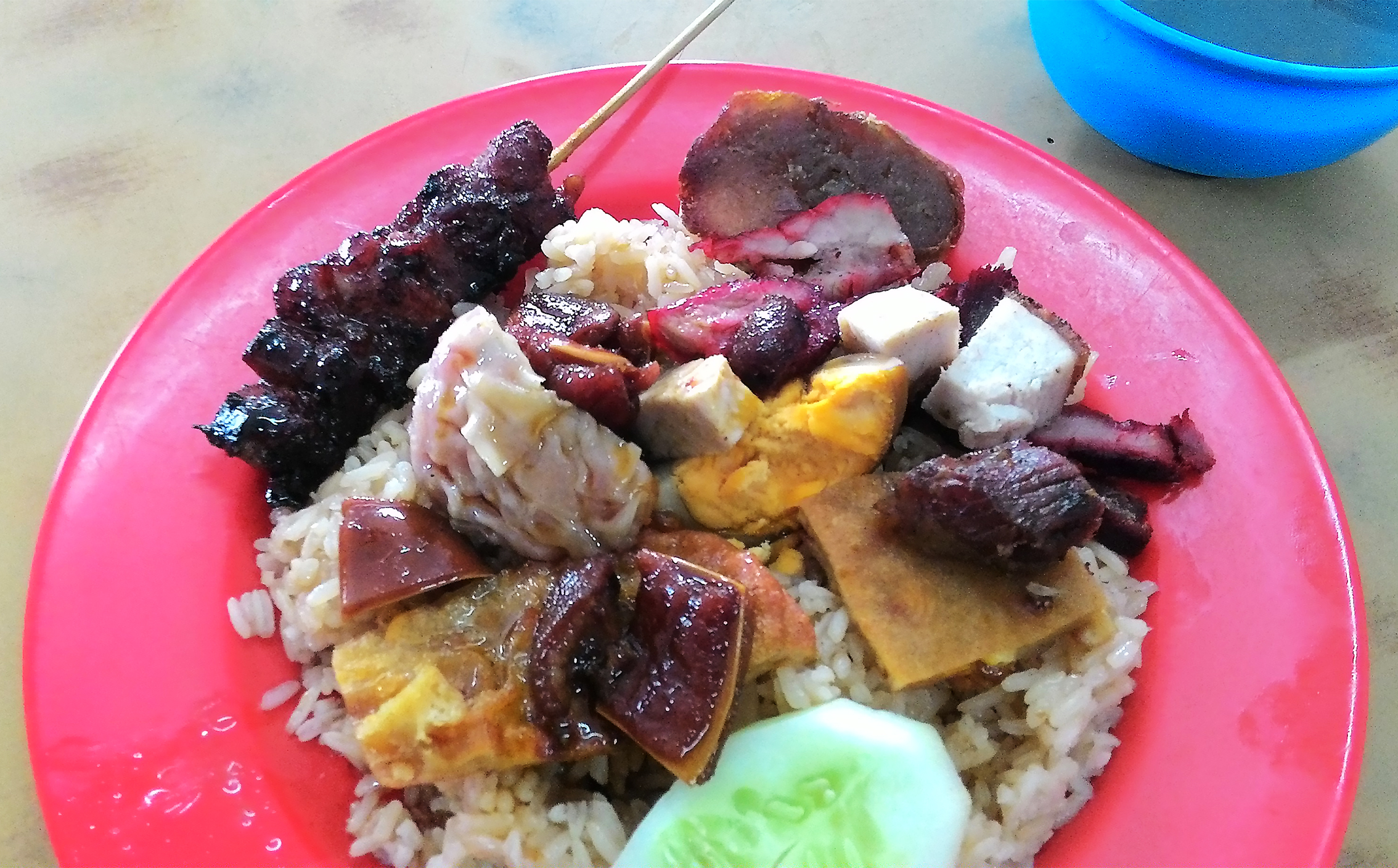
Nasi campur, version indo-chinoise.

Les communautés de Chinois d'Indonésie connaissent une autre variante, le nasi campur tionghoa, qui est un assortiment de viandes grillées, telles que le char siew, des saucisses de porc ou encore des sate de porc. Ce plat est habituellement servi avec une soupe de poulet ou du sayur asin, un bouillon clair d'os de porc avec des graines de moutarde verte fermentées.

## Galerie

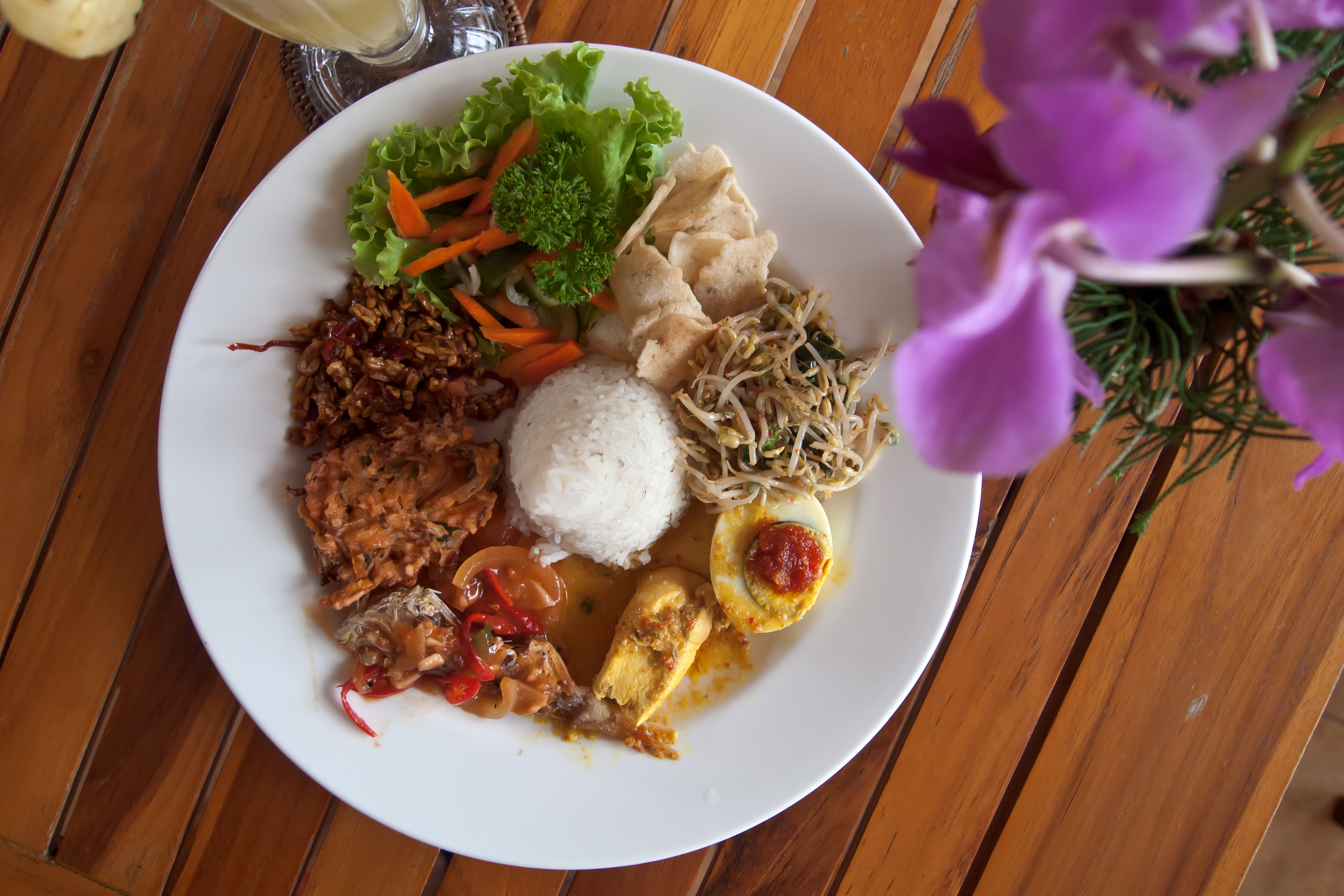
Nasi campur balinais.
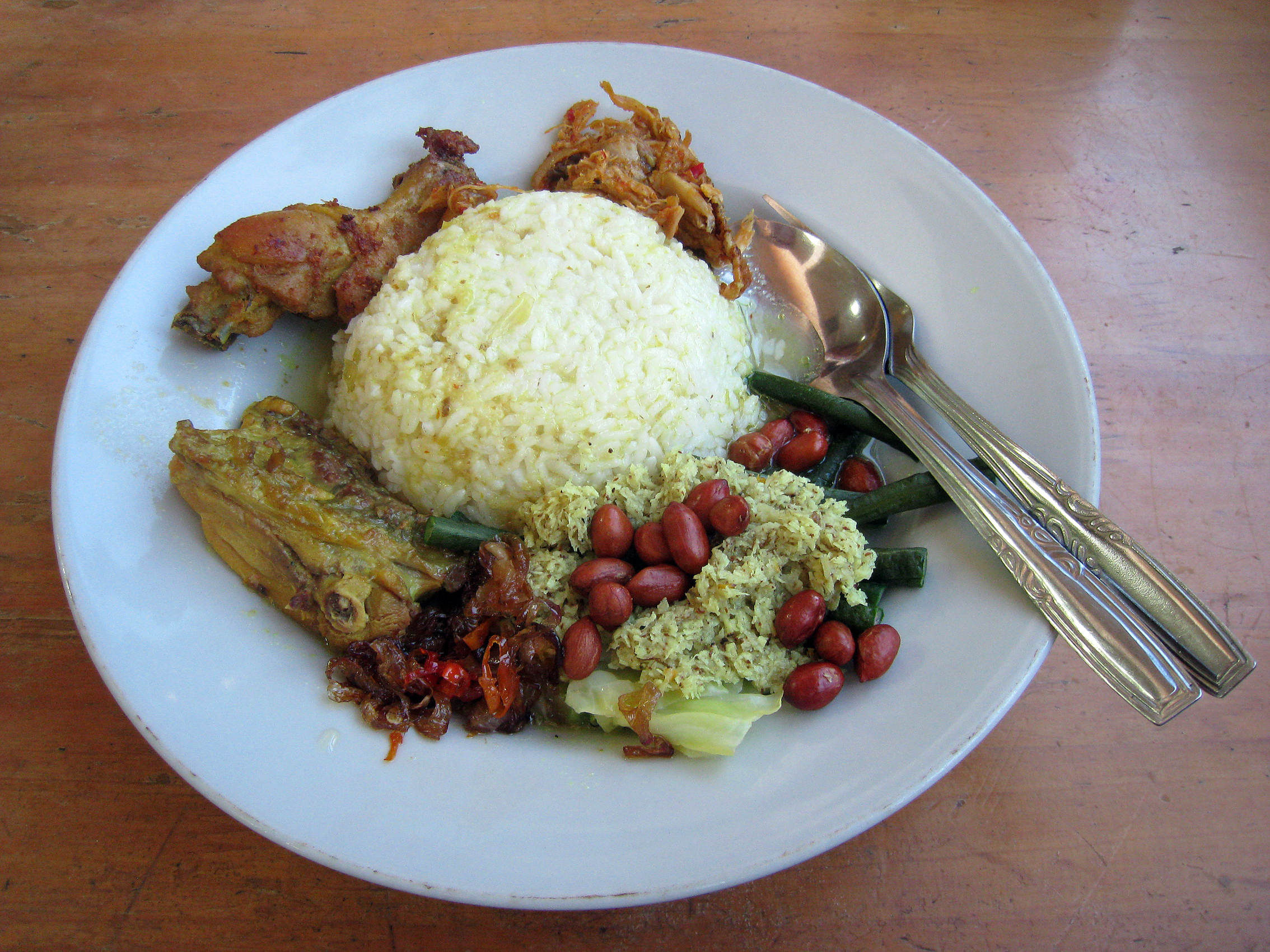
Nasi campur Bali, servi avec de l'ayam betutu et des légumes.
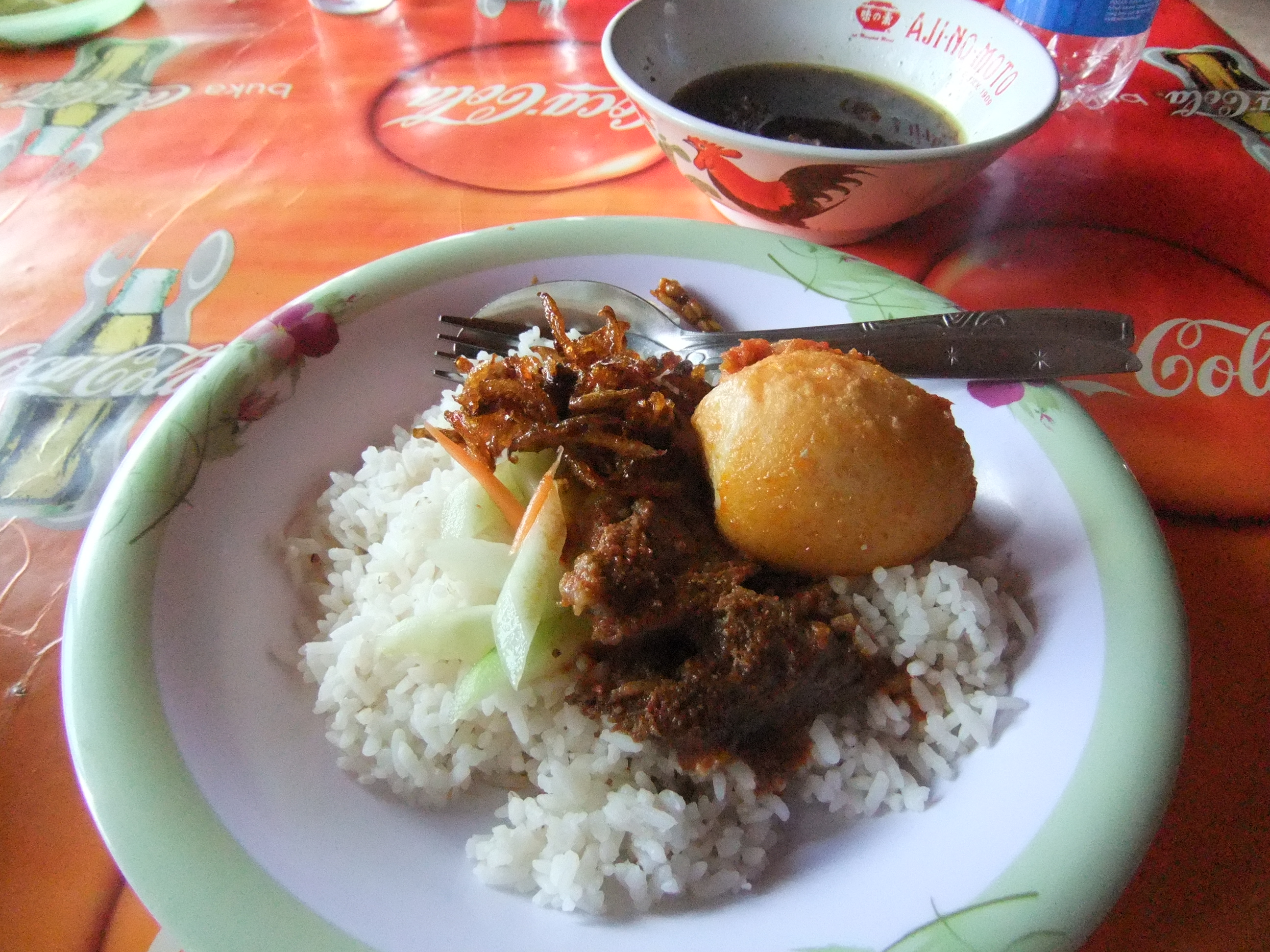
Nasi campur avec du rawon, à Surabaya.
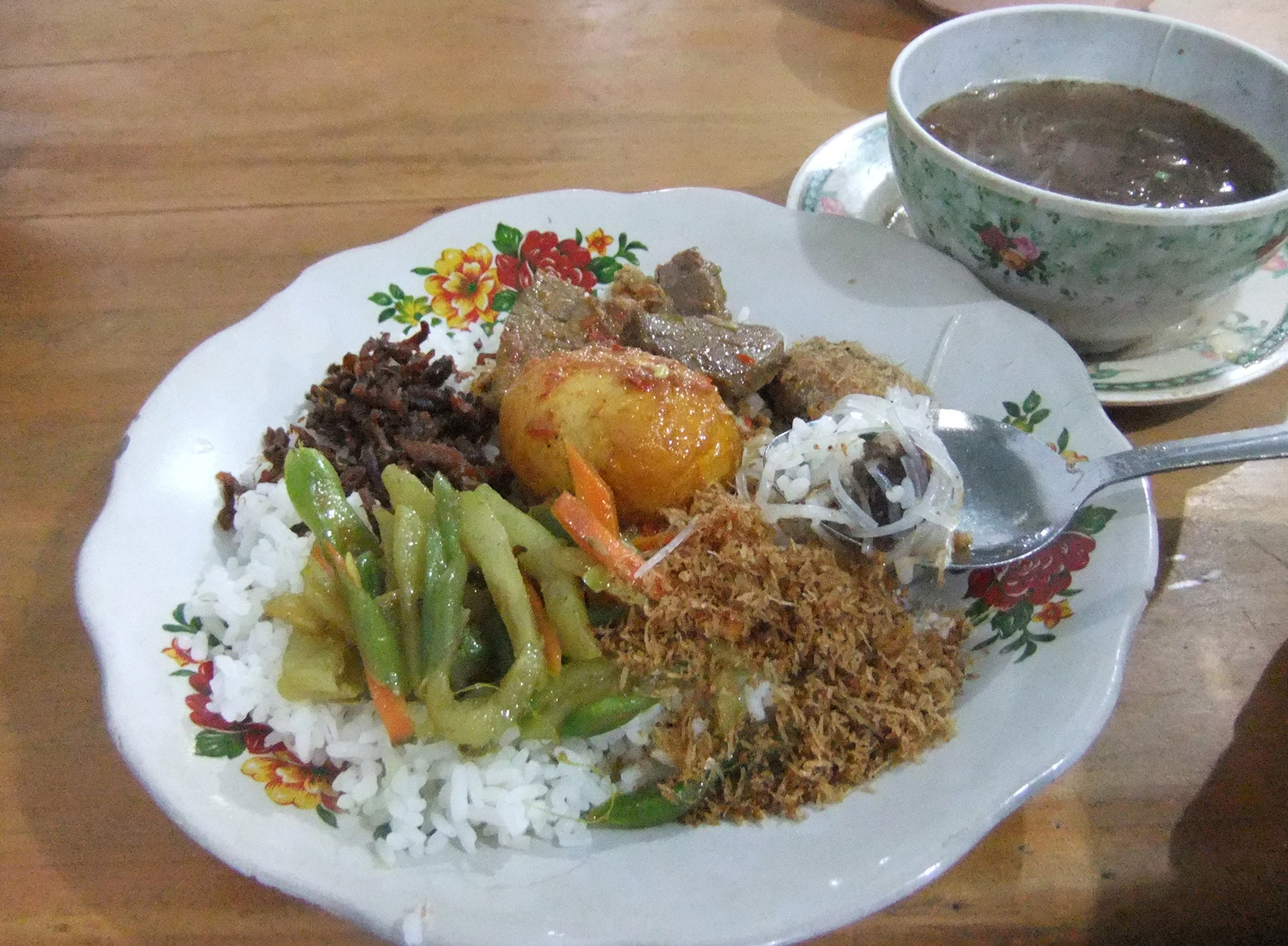
Nasi campur avec une soupe de buffle, servie à Tana Toraja, au sud des Célèbes.
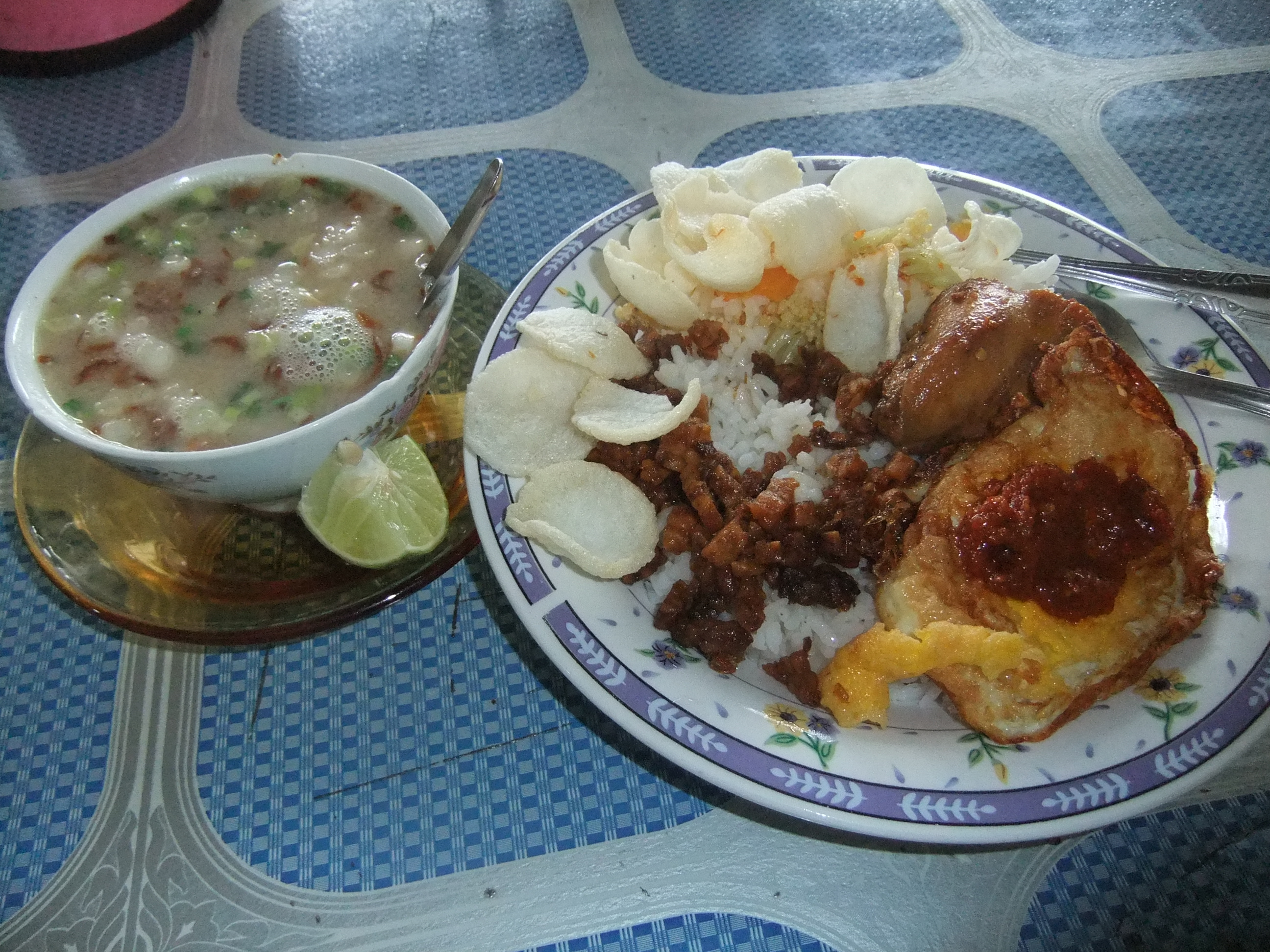
Nasi campur servi à Jeneponto, au sud des Célèbes.
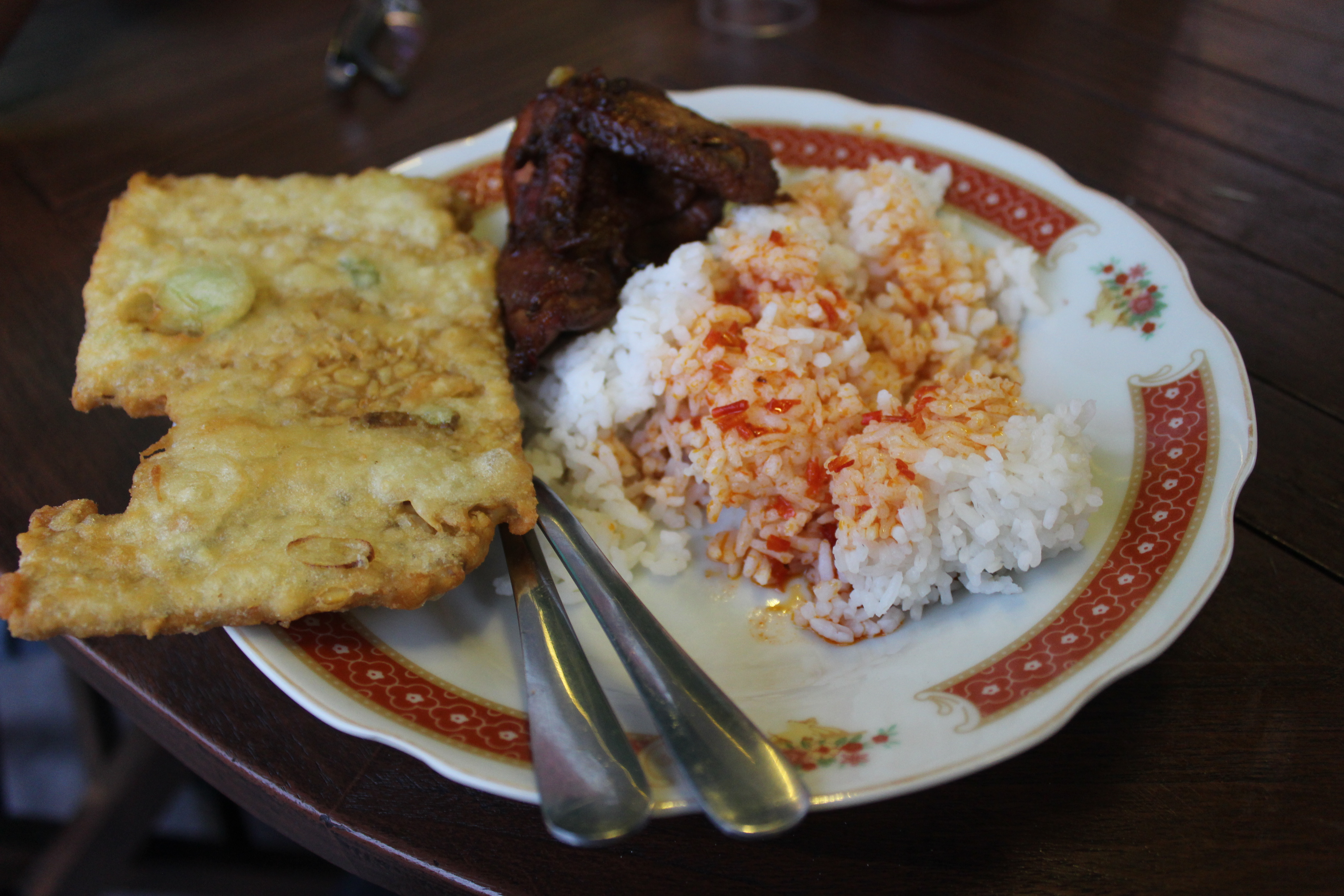
Nasi campur javanais, avec du poulet au miel et du tempeh.